# Edward Maurice Berkeley Ingram
Edward Maurice Berkeley Ingram (14 décembre 1890 - 11 mai 1941) était le fils de Edward Richard Berkeley Ingram (1850–95), commandant du 2nd bataillon, dans le Welsh Regiment, un régiment d'infanterie de l'armée britannique, et de Laura Maria Chennell Ingram (1850–1943), elle-même la fille de Thomas B. Shoobridge et Anna Maria Chennell; originaire de Tenterden, dans le Kent.
Edward était un cousin germain de l'écrivain Leonard Shoobridge (Le frère du grand-père d'Edward était le père de Léonard).
Edward commença son instruction à la St David's School de Reigate, Surrey, un pensionnat. Il alla ensuite à Eton College (1904-7), et à Hubert Brinton's House de septembre 1904 jusqu'à Pâques 1909  et au King's College (Cambridge) (1909–13).
Pendant la première guerre mondiale, il a servi en tant que capitaine à l'état major au War Office et a obtenu l'OBE en 1918, après quoi il est entré au Foreign Officeet au Diplomatic Service en 1919, où il servait de secrétaire privé pour Sir Arthur Steel-Maitland, Premier Baronnet et Sir Hamar Greenwood (Quand ceux-ci étaient Parlementaires au Secrétariat des Affaires étrangères).
Puis il fut le secrétaire assistant à la mission d'Alfred Milner en Égypte, et le secrétaire privé de Milner. Il fut nommé Second Secrétaire en 1920, Premier Secrétaire en 1924 et a été envoyé en poste à Oslo (connue alors sous le nom de Christiania) en 1925. En 1927, Il a fut transféré au Foreign Office comme Greffier en Chef de la section actualités.
Entre 1926 et 1934, Edward fut chargé d'affaires à Berlin, puis chargé d'affaires à la légation de Pékin, et nommé pleinement Conseiller à Pékin tout en résidant à Shanghai et Nankin (le second endroit où résidait le gouvernement chinois).
Il fut nommé Compagnon de l'Ordre de Saint-Michel et Saint-George en 1934. Entre 1935 et 1937 il fut chargé d'affaires à Rome, après quoi il retourna au Foreign Office. En 1939 il rejoignit le Ministry of Economic Warfare comme conseiller diplomatique, prenant en charge La partie diplomatique de la politique de blocus contre l'Allemagne.
Edward Ingram fut tué en 1941 par une attaque ennemie tandis qu'il surveillait un incendie dans Curzon Street, Westminster pendant la Blitz allemande sur Londres.
Une nécrologie fut publiée  dansThe Times de Londres . Ses funérailles eurent lieu à Albury Church, Much Hadham, Hertfordshire, et un service commémoratif se tint à  l'Église Sainte-Marguerite (Westminster) ,
En 1943, de l'argent fut investi pour créer  The Maurice Ingram Trust dont les objectifs sont:
- “Aider au financement des livres, uniformes et frais de scolarité d'un garçon ou d'une fille venant de l'école d'Albury qui va dans le secondaire”
- Aider au financement de cours du dimanche locaux.
- Embellissement des abords de l'église locale.